# Zvjezdane staze: Enterprise
Zvjezdane staze: Enterprise (eng. Star Trek: Enterprise, prve dvije sezone pod imenom Enterprise.) je znanstvenofantastična TV serija, sastavni dio franšize Zvjezdanih staza, koja se originalno emitirala 2001. – 2005. Radnja i likovi iz serijala temelje se na fikcijskom svemiru Zvjezdanih staza koji je 1960-ih osmislio Gene Roddenberry.
Radnja serije odvija se od 2151. godine, stoljeće prije događaja prikazanih u originalnoj seriji i prati predfederacijske početke ljudskog istraživanja svemira.
Serija je trajala četiri sezone da bi naposljetku bila otkazana zbog loše gledanosti.

## Radnja

### 1. i 2. sezona
Prve dvije sezone bave se misijama prvog zemaljskog svemirskog broda koji je probio barijeru od warp 5 (~213 c), što je u ljudskoj povijesti slično probijanju zvučne barijere, jer je omogućilo međuzvjezdane letove. Kroz epizode se prikazuje kako se razvijala Ujedinjena Federacija Planeta i prikazuje se razvijanje tehnologija poput štitova, koje se koriste u budućnosti. Također se pobliže prikazuje kontakt ljudi s drugim rasama u svemiru. 

### 3. sezona
Treća sezona prati jednu priču. Rasa Xindi napadne Zemlju. U strahu da je oružje koje su Xindi u napadu koristili bio samo prototip, Enterprise traži matični planet Xindia, kako bi ih uspio spriječiti u gradnji jačeg i destruktivnijeg oružja. Na kraju sezone Enterprise biva odjednom bačen u 2. svjetski rat.

### 4. sezona
Vraća se ideji 1. i 2. sezone. Prati se više različitih radnji kroz epizode koje su povezane s prijašnjim serijama Zvjezdanih staza. Pojavljuje se i nova rasa, Romulanci. Producenti su okončali snimanje serije s 4. sezonom zbog niske gledanosti.

## Glavne uloge
- Jonathan Archer (Scott Bakula) - kapetan Zemljinog prvog warp 5 svemirskog broda
- T'Pol (Jolene Blalock) - Vulkanka; prva časnica
- Charles "Trip" Tucker III (Connor Treenner) - glavni inženjer na Enterpriseu
- Malcolm Reed (Dominic Keating) - šef osiguranja i taktički časnik
- Hoshi Sato (Linda Park) - časnik za komunikaciju i odlična lingvistkinja
- Travis Mayweather (Anthony Montgomery) - pilot
- Dr. Phlox (John Billingsley) - Denobulanac; glavni doktor